# Модрани
Модрани (слч. Modrany, мађ. Madar) насељено је мјесто са административним статусом сеоске општине (слч. obec) у округу Коморан, у Њитранском крају, Словачка Република.

## Становништво
| Година:    | 1994. | 2004.   | 2014.   | 2024.   |
| ---------- | ----- | ------- | ------- | ------- |
| Број људи: | 1408  | 1461    | 1407    | 1280    |
| Разлика:   |       | +3,76 % | -3,69 % | -9,02 % |

| Година:    | 2023. | 2024.   |
| ---------- | ----- | ------- |
| Број људи: | 1282  | 1280    |
| Разлика:   |       | -0,15 % |

Према подацима о броју становника из 2011. године насеље је имало 1.455 становника.